# San Francisco Ballet School
La San Francisco Ballet School è stata fondata nel 1933 come parte della San Francisco Operatic and Ballet School quando Gaetano Merola, fondatore della San Francisco Opera, percepì la necessità di un'istituzione in cui i ballerini potessero essere addestrati per esibirsi in produzioni operistiche.

## Storia
Sotto la direzione del direttore di balletto fondatore, Adolph Bolm, la San Francisco Operatic and Ballet School aprì nel 1933 offrendo lezioni di danza classica, tip-tap, moderna e interpretativa. La scuola era situata nel William Taylor Hotel, con scuole affiliate nelle vicine Bay Area, Berkeley, Burlingame, Marin County, San Mateo e Oakland. Dopo che Bolm se ne andò nel 1937, la nuova maestra di balletto dell'Opera Mildred Hirch aggiunse un maestro di scherma durante la sua direzione di un anno; Willam Christensen, in precedenza direttore della Oakland Branch School, divenne nel 1938 maestro di ballo della SF Opera e direttore della scuola.
Dato che il San Francisco Opera Ballet aveva ampliato il suo programma di tournée, divenne sempre più difficile per Christensen prestare servizio in entrambe le sue mansioni professionali. Nel 1940 suo fratello Harold Christensen prese il posto di direttore della scuola. Nel 1942 i due fratelli Christensen acquistarono la compagnia di balletto e la scuola dall'Opera Association, ribattezzando la compagnia San Francisco Ballet. Harold Christensen continuò come direttore della scuola appena nominata San Francisco Ballet School fino al suo ritiro nel 1975.
Sotto Harold Christensen, un programma non professionale fiorì parallelamente alla formazione professionale, con programmi rivolti agli studenti, dai bambini molto piccoli agli adulti. Tuttavia la scuola divenne e rimase un'accademia rigorosamente classica per i 33 anni in cui Christensen ne fu il capo. Questo fu particolarmente vantaggioso alla luce delle numerose modifiche alla direzione di SF Ballet, poiché gli studenti della scuola che divennero membri della compagnia furono in grado di assicurare una continuità preziosa di fronte a molteplici cambi di direttori.

### Sostegno della Fondazione Ford
La Fondazione Ford istituì il suo primo programma di formazione per balletti nel 1958; a partire dal 1959 la Fondazione ha offerto borse di studio che coprono tasse scolastiche e spese per gli studenti di balletto avanzati selezionati per frequentare la Ballet’s School of American Ballet di New York o la San Francisco Ballet School. Nel 1963 la Fondazione concesse una sovvenzione decennale alla SF Ballet School, insieme alla School of American Ballet, destinandola a scuole professionali di statura nazionale. Le sovvenzioni concesse dalla Fondazione permisero alle due scuole di condurre audizioni a livello nazionale, con la SF Ballet School incentrata sugli stati occidentali. Al termine del sussidio la Scuola fu in grado di supportare le proprie audizioni, che si estesero fino ad includere gli Stati della costa est dal 1979.

### Prix de Lausanne
La San Francisco Ballet School ha una collaborazione di lunga data con il Prix de Lausanne, assegnando borse di studio annuali per i vincitori del concorso con sede in Svizzera.

## Programmi scolastici
L'ammissione alla scuola è solo previa audizione. Tutti gli studenti sono accettati in prova, con un processo di rinnovo annuale che prevede la valutazione da parte della facoltà e del direttore associato. Agli studenti possono essere assegnate borse di studio basate sul merito e borse di studio durature di danza nelle scuole da parte del direttore associato della scuola e possono richiedere un aiuto finanziario basato sulla necessità.

### Programma dell'anno scolastico
La scuola è in sessione da settembre a giugno, con gli studenti dei livelli 1 e 3 che frequentano le lezioni due o tre giorni alla settimana e gli studenti del livello 4 e oltre fino a cinque o sei giorni alla settimana. Gli studenti avanzati devono frequentare durante la normale giornata scolastica; molti devono fare adattamenti ai loro orari scolastici regolari. Il programma comprende lezioni di danza contemporanea, corpo di ballo, musica, condizionamento/floor-barre e danza di carattere. Il programma culmina con la SF Ballet School Student Showcase di fine anno, che offre al pubblico l'opportunità di sperimentare il lavoro degli studenti a tutti i livelli della Scuola. I proventi delle prestazioni sostentano i programmi di borse di studio.

### Esperienza sul palcoscenico
Oltre alle loro esibizioni nella Student Showcase annuale alla fine dell'anno scolastico, gli studenti hanno altre opportunità per esibirsi. Circa 150 studenti sono scelti con un'audizione per ballare nella produzione annuale de Lo schiaccianoci del San Francisco Ballet. Gli studenti hanno anche l'opportunità di ballare in produzioni come Romeo e Giulietta, La bella addormentata, Giselle, Don Chisciotte, Coppélia e Il lago dei cigni. Gli studenti più avanzati possono anche ballare con il SF Ballet nel repertorio e partecipare a tournée della compagnia. Gli studenti possono anche avere l'opportunità di partecipare a spettacoli della San Francisco Opera e di altre compagnie di balletto in visita alla Bay Area.

### Programma tirocinanti
Il Trainee Program (Programma per apprendisti) della San Francisco Ballet School, istituito nel 2004, è un programma pre-professionale di uno o due anni per studenti avanzati che sono stati invitati a unirsi dal direttore artistico del San Francisco Ballet e dal direttore associato della scuola. I tirocinanti di età compresa tra i 16 e i 19 anni partecipano a corsi giornalieri, oltre a provare ed eseguire il repertorio del SF Ballet e le opere messe in scena appositamente per loro. I tirocinanti partecipano anche ai laboratori e alla sensibilizzazione della comunità e si esibiscono regolarmente con il San Francisco Ballet e in tutta la Bay Area in una varietà di ambientazioni, incluse alcune all'estero.

### Sessione estiva
La sessione estiva della Scuola offre due programmi per gli studenti di danza dai 12 ai 18 anni a livello intermedio e avanzato/pre-professionale. Il programma 1 è un programma intermedio di tre settimane. Il Programma 2 è un programma intensivo di quattro settimane per studenti avanzati e pre-professionali.

### Programma pre balletto
Prima del 2015 il programma Pre-balletto della scuola era per bambini di età compresa tra sei e sette anni. A partire dal 2015 il programma pre-balletto è stato ampliato per includere classi per bambini di quattro e cinque anni. Il pre-balletto non richiede audizioni, sebbene la dimensione della classe sia limitata. Le lezioni del programma si tengono una volta alla settimana; i bambini si concentrano sulla tecnica base del balletto, sul corretto allineamento del corpo e sulla musicalità. Dopo aver completato il programma, gli studenti maggiorenni che desiderano continuare i loro studi devono fare un'audizione per entrare nella SF Ballet School al Livello 1.

## Sensibilizzazione e educazione
Il San Francisco Ballet Center for Dance Education supporta programmi comunitari che toccano oltre 25.000 persone all'anno e dona oltre 4.000 biglietti alla comunità.

### Danza nelle scuole
Fondata nel 1979, Dance in Schools and Communities (DISC) insegna danza e movimento a 3.500 studenti nel distretto scolastico unificato di San Francisco. Di questi studenti, 60-70 sono stati scelti per frequentare il San Francisco Ballet con una borsa di studio per un'educazione duratura.

### Matinees per la comunità
Due volte a stagione, il San Francisco Ballet tiene i matinees per la comunità per gli studenti della Bay Area. Questi matinée sono programmi abbreviati con estratti di balletti che la compagnia sta attualmente presentando.

## Direzione
Dopo il ritiro di Harold Christensen nel 1975, Richard L. Cammack fu nominato direttore della scuola dal nuovo condirettore della SF Ballet Company, Michael Smuin. Sotto la guida di Cammack la SF Ballet School fu approvata a livello federale per gli studenti stranieri e ricevette l'autorizzazione dal Dipartimento dell'Istruzione della California. Cammack supervisionò anche il trasferimento della scuola nell'attuale struttura all'avanguardia di Franklin Street nel 1983.
Quando Helgi Tomasson divenne il nuovo direttore artistico e capo della Scuola del San Francisco Ballet nel 1985, nominò la ballerina del San Francisco Ballet Nancy Johnson come capo. Nel 1993, Lola de Avila fu nominata a guidare la scuola (direttore associato, SF Ballet School) e mantenne quella posizione fino al 1999. Quando la Avila lasciò, Gloria Govrin subentrò nell'incarico. Lola de Avila tornò nel 2006 come direttore associato fino al 2012. Patrick Armand fu nominato direttore associato della San Francisco Ballet School nel settembre 2012, dopo aver prestato servizio per due anni come preside del SF Ballet School Trainee Program.